# Irene van den Broek
Irene van der Broek (n. 26 august 1980, Nijmegen, Gelderland, Țările de Jos) este o fostă ciclistă rutieră din Olanda. Și-a reprezentat țara la UCI Road World championships în 2007 și 2008.